# UnSun
Az UnSun (ejtsd: án-szán) egy lengyel gótikus/indusztriális metal zenekar volt, amely 2006-ban alakult meg Szczytno-ban. A Vader volt gitárosa, Maurycy Stefanowicz, és felesége, Anna Stefanowicz alapították meg az együttest. Eredetileg "Unseen" volt a nevük. Pályafutásuk alatt két stúdióalbumot jelentettek meg. Tervben volt egy harmadik nagylemez is, de az énekesük, Anna Stefanowicz egészségügyi problémái miatt 2016-ban kénytelenek voltak feloszlani. Hazájukban többször koncerteztek is. Hangzásviláguk miatt többen a Lacuna Coil-hoz, az Evanescence-hez, a Within Temptation-höz és a The Gathering-hez hasonlították őket a kritikusok és a gótikus metal műfaj rajongói. Anna a Facebook oldalán kijelentette, hogy Maurycy nem adja fel a zenei karriert; új együttes alapításába kezd. 

## Tagok
- Anna Stefanowicz - ének (2006-2016)
- Maurycy Stefanowicz - gitár (2006-2016)
- Patryk Malinowski - basszusgitár (2010-2016)
- Wojtek Blaszkowszki - dobok (2010-2016)
- Filip Halucha - basszusgitár (2006-2010)
- Wawrzyniec Dramovicz - dobok (2006-2010)

## Diszkográfia
- The End of Life (stúdióalbum, 2008, Century Media Records)
- Clinic for Dolls (stúdióalbum, 2010, Mystic Records)